# Kirche der Gottesmutter von Częstochowa (Turośl)
Die Kirche der Gottesmutter von Częstochowa in Turośl (deutsch Turoscheln, 1938–1945 Mittenheide) ist ein Bauwerk aus dem ersten Jahrzehnt des 20. Jahrhunderts. Bis 1945 war sie evangelische Pfarrkirche für das ostpreußische Kirchspiel Turoscheln (Mittenheide) und ist heute zentrales katholisches Gotteshaus der Pfarrei Turośl in der polnischen Woiwodschaft Ermland-Masuren.

## Geographische Lage
Turośl liegt im südlichen Osten der Woiwodschaft Ermland-Masuren und 19 Kilometer südwestlich der Kreisstadt Pisz (deutsch Johannisburg). Drei Kilometer weiter südlich verläuft die Grenze zwischen den Woiwodschaften Ermland-Masuren und Podlachien bzw. Masowien – bis 1939 die Staatsgrenze zwischen dem Deutschen Reich und Polen.
Der Standort der Kirche befindet sich in der Ortsmitte westlich der Straße Pisz–Karpa–Łyse.

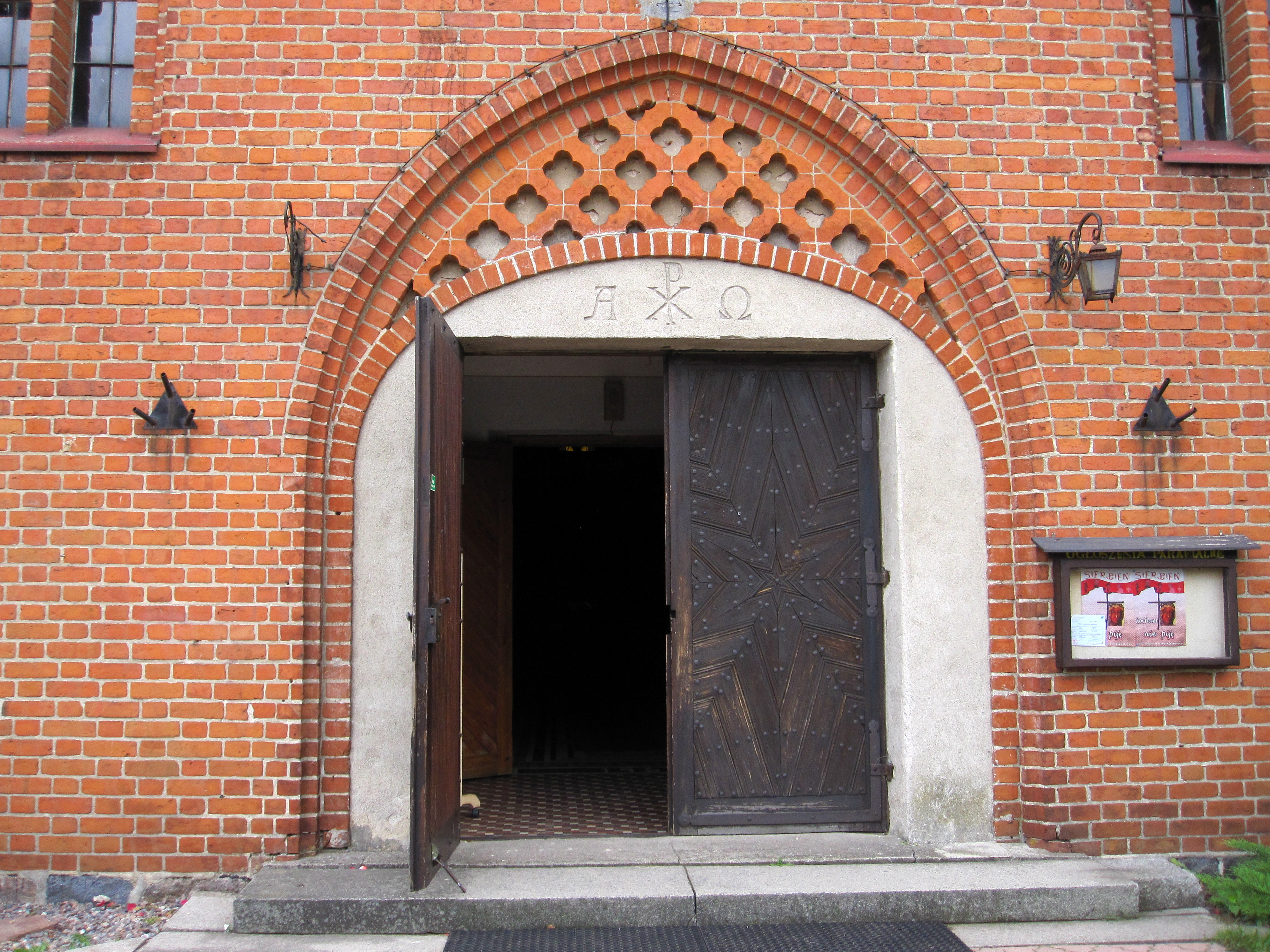
Das Eingangsportal der Kirche in Turośl

## Kirchengebäude
Im Jahr 1848 wurde in Turoscheln eine erste Kirche in Holzbauweise errichtet. 1907 begann man mit einem Neubau, einem Massivbau aus Backstein mit seitwärts stehendem Turm. Er wurde am 19. Februar 1908 seiner Bestimmung übergeben.
Zur Innenausstattung der Kirche gehörten wohl Kronleuchter aus Hirschgeweih. Die alte Holzkirche wurde zu einem Gemeindehaus umgebaut.
Nach 1945 wurde das bisher evangelische Gotteshaus zur römisch-katholischen Pfarrkirche, die der Gottesmutter von Tschenstochau gewidmet ist.

## Kirchengemeinde

### Evangelisch

#### Kirchengeschichte
Bis 1848 waren die Gemeindeglieder im Gebiet des späteren Kirchspiels Turoscheln (Mittenheide) in die Evangelische Kirche Johannisburg eingepfarrt. Im Jahr der Erbauung der ersten Kirche wurde auch eine evangelische Kirchengemeinde gegründet. Sie gehörte bis 1945 zum Kirchenkreis Johannisburg in der Kirchenprovinz Ostpreußen der Evangelischen Kirche der Altpreußischen Union. 
Bei der Volkszählung 1925 gehörten 3.000 Gemeindeglieder zur Kirchengemeinde Turoscheln, die in einem weitflächigen Kirchspiel wohnten. Das Kirchenpatronat oblag den staatlichen Behörden.
Flucht und Vertreibung der einheimischen Bevölkerung ließen nach 1945 die Arbeit der evangelischen Kirche einbrechen. Die hier heute lebenden wenigen evangelischen Einwohner halten sich zur Kirchengemeinde in der Kreisstadt Pisz (Johannisburg), die zur Diözese Masuren der Evangelisch-Augsburgischen Kirche in Polen gehört.

#### Kirchspielorte (bis 1945)
Zum Kirchspiel Turoscheln (Mittenheide) gehörten 18 Dörfer, Ortschaften und Wohnplätze:
| Name             | Änderungsname 1938 bis 1945 | Polnischer Name |  | Name         | Änderungsname 1938 bis 1945 | Polnischer Name |
| ---------------- | --------------------------- | --------------- |  | ------------ | --------------------------- | --------------- |
| *Alt Uszanny     | (ab 1905) Grünheide         | Uściany Stare   |  | Neu Uszanny  | (ab 1930) Fichtenwalde      | Uściany Nowe    |
| Annussewen       | Brennerheim                 | Anuszewo        |  | Przyroscheln | (ab 1928) Walddorf          | Przyrośl        |
| Dziadtken        | Jagdwiesen                  | Dziadki         |  | Rehtal       |                             |                 |
| Eichenwalde      |                             | Dębniak         |  | Samordey     | Samordei                    | Zamordeje       |
| *Erdmannen       |                             | Ciesina         |  | *Sdunowen    | Sadunen                     | Zdunowo         |
| *Heydik          | Heidig                      | Hejdyk          |  | *Turoscheln  | Mittenheide                 | Turośl          |
| Hirschtal        |                             | Jelonek         |  | Wielgilasz   | (ab 1905) Tannenheim        | Wielki Las      |
| *Karpa           | Karpen                      | Karpa           |  | Zielonigrund |                             |                 |
| *Klein Spalienen | Spallingen                  | Spaliny Małe    |  | Zymna        | (ab 1932) Kaltenfließ       | Zimna           |

#### Pfarrer (bis 1945)
Von 1848 bis 1945 amtierten als evangelische Geistliche an der Kirche Turoscheln die Pfarrer:
- Jonathan Spiller, 1848–1854
- Gustav Kendziorra, 1855–1865
- Ernst Otto Casper, 1866–1869
- Carl Bernhard Schellong, 1870–1880
- Friedrich Wilhelm Flöß, 1881–1888
- Franz Theodor Engelhard, 1886–1925
- Johann Ankermann, 1925–1927
- Herbert Schott, 1932–1933
- Friedrich Rzadtki, 1934–1936
- Paul Kurth, 1934
- Rudolf Knobbe, 1939–1945

#### Kirchenbücher
Die Kirchenbuchunterlagen der Pfarre Turoscheln (Mittenheide) haben sich teilweise erhalten und werden im Evangelischen Zentralarchiv in Berlin-Kreuzberg aufbewahrt:
- Taufen: 1848 bis 1874
- Trauungen: 1848 bis 1874
- Begräbnisse: 1848 bis 1874.

### Römisch-katholisch

#### Kirchengeschichte
Bis 1945 waren die katholischen Einwohner in der Region Turoscheln (Mittenheide) in die St.-Johannes-der-Täufer-Kirche in Johannisburg eingepfarrt. Die Pfarrei gehörte zum Dekanat Masuren II, das seinen Sitz in Johannisburg hatte und zum Bistum Ermland gehörte.
Aufgrund der Ansiedlung polnischer meist katholischer Neubürger nach 1945 konstituierte sich in Turośl eine eigene katholische Gemeinde, die 1962 zu einer Pfarrei erhoben wurde. Pfarrkirche wurde das früher evangelische Gotteshaus. Die Pfarrei gehörte zum Dekanat Pisz im Bistum Ełk der Römisch-katholischen Kirche in Polen. Angegliedert ist die Filialkirche in Karwica (deutsch Kurwien).

#### Kirchenbücher
Ab dem Jahre 1956 werden in der Pfarrei Turośl Kirchenbücher geführt.